# 竜門陣
竜門陣（英語: News Tease）（龍門陣、りゅうもんじん）は1993年10月17日から1994年12月末まで放送された香港の亜州電視の討論番組。

## 概要
鄭経翰、黄毓民、陳耀南（途中で退任）、徐佩瑩を司会とし政財界人を出演させて議論を行う。初期は日曜日の午前中に放送されたが後に木曜日の夜10時半に変更した。1994年12月末に政治的な圧力で打ち切りになった。鄭経翰と黄毓民は打ち切りの後も「風波裡的茶杯」「毓民七鐘敘」「政事有心人」「不談風月」など討論番組に出演して人気を博した。

## 竜門陣とは
本来、竜門陣（中国語 ロンメンジェン、lóngménzhèn）とは四川省、重慶市、貴州省など、中国西南部で話される西南官話の俚言で、おしゃべりや、井戸端会議のことである。これを行うことを「擺龍門陣」（中国語 バイロンメンジェン、bǎi lóngménzhèn）という。
このため、重慶衛星電視にも同じく『竜門陣』というタイトルの番組があり、四川人民出版社のドキュメンタリー雑誌にも『竜門陣』というタイトルのものがある。